# 柳生の大太刀
柳生の大太刀（やぎゅうのおおだち）は、室町時代に作られたとされる日本刀（大太刀）である。愛知県名古屋市の徳川美術館所蔵。
代々尾張柳生宗家に受け継がれている日本刀であり、尾張柳生家内では霊剣と呼ばれた。

## 概要
本作は永則と銘が切られていることから室町時代に活躍した刀工である出雲守永則の作とされるが真偽は定かではないとされる。永則は当初は備前国吉井で活躍しており、次いで出雲国へ移住したと伝えられる。永則の作刀は短刀や脇差などが多く、本作のような大太刀の作刀は珍しいものとされている。
慶長10年（1605年）に柳生宗厳からその孫柳生利厳に授与されて以来、代々尾張柳生宗家に受け継がれることが慣例とされて現在に伝えられている大太刀で、利厳の子孫である尾張柳生家には、新陰流の正統は流祖上泉信綱から二世として宗厳に、宗厳から三世利厳に継承されたという言い伝えがあり、その中では「一国一人印可」と共に新陰流正統の証とされている。利厳以降は、徳川義直、柳生厳包と尾張柳生の系譜通りに伝承された。
その後も代々尾張徳川家の剣術指南を務めた尾張柳生家は、柳生家の代替わりごとに兵法目録と併せて本作が尾張徳川家へ献上された。また、尾張徳川家が代変わりするたびに一旦は尾張柳生家へ返還されるのが慣例になっていた。その後、幕末に至り尾張藩14代藩主である徳川慶勝の時に尾張徳川家へ由緒のある刀として蔵刀に含まれるようになり、以後は尾張徳川家が所有した。現在は愛知県名古屋市東区の徳川美術館に収蔵されている。

## 作風

### 刀身
刃長（はちょう、刃部分の長さ）は4尺7寸8分（約143.3センチメートル）、柄長だけでも2尺3寸2分（約69.6センチメートル）、幅は1寸4分（約4.2センチメートル）で厚さは5分（約1.5センチメートル）と現存する他の大太刀に比べれば少し短めだが、それでも長大であることには変わりなく、最大の特徴は刃長が短い代わりに柄が非常に長いというもので、長巻に寄った外観をしている。

しかしながら、どれほど腕力のある者でも、持つことはできても構えることはできなかったと伝えられている。

茎（なかご、柄に収まる手に持つ部分）には「吹毛影寒天魔膽落別々珊瑚枝々看月」（表）、「大和国添上郡神戸荘住柳生伊豫守平利厳所持之」（裏）の象嵌銘がある。

### 外装
拵は朱叩塗錦地茶色渡巻の鞘に錦地包茶色柄巻の柄、総金造金具の総長7尺5寸1分（約2.273メートル）の糸巻大太刀拵えが附属している。

### 用語解説
- 作風節のカッコ内解説及び用語解説については、刀剣春秋編集部「日本刀を嗜む」、ナツメ社、2016年3月1日、NCID BB20942912。に準拠する。